# Саркісян Ашот Григорович
Ашот Григорович Саркісян (нар. 26 травня 1947) — російський вчений, громадський і політичний діяч. Депутат Державної Думи Російської Федерації третього скликання (1999–2003), член фракції «Єдність» (спочатку входив у фракцію КПРФ).

## Біографія
Основні напрямки наукової та практичної діяльності — травматологія-ортопедія, військово-польова хірургія, мікрохірургія, організація охорони здоров'я. Професор, доктор медичних наук, лікар вищої кваліфікаційної категорії.
1974–1992 рр.. — Центральний науково -дослідний інститут травматології та ортопедії (цито) ім. М. М. Пріорова : клінічний ординатор, молодший науковий співробітник, старший науковий співробітник, завідувач відділенням травматології, заступник директора інституту з наукової роботи, керівник спеціальної групи з розробки та впровадження ефективних методів лікування постраждалих з вогнепальними пораненнями і мінно-вибухової травмою в Демократичній Республіці Афганістан. За підсумками роботи в Республіці Афганістан міжнародний радянсько-афганський колектив фахівців на чолі з професором Саркисяном А. Г. висувався на здобуття Державної премії СРСР.
1986–1992 рр.. — Віце-президент Товариства дружби і співробітництва «СРСР — Афганістан» і «СРСР — Пакистан».
1993 р. — по теперішній час — ініціатор створення і президент загальноросійської громадської організації «Російська медична асоціація» (дійсний член Європейського Форуму медичних асоціацій та ВООЗ), що відродила Пироговське рух і Всеросійські Пироговські з'їзди лікарів. Голова Виконкому Всеросійської Пироговського з'їзду лікарів та Виконкому Пироговського руху лікарів Росії. Професор Московської медичної академії імені І. М. Сеченова.
1993–1998 рр.. — Член Правління Федерального фонду ОМС.
1999–2003 рр.. — Депутат Державної Думи Федеральних Зборів РФ 3-го скликання. Член Комітету з охорони здоров'я і спорту. Член Комісії із сприяння політичному врегулюванню і дотриманню прав людини в Чеченській Республіці.
2001–2005 рр.. — Голова Міжгалузевої комісії з формування системи державно — громадського управління охороною здоров'я Російської Федерації, створеної за пропозицією Президента РФ В. В. Путіна. Комісією розроблена «Концепція системи державно — громадського управління охороною здоров'я Російської Федерації», схвалена широкої медичною громадськістю країни.
Нагороджений медаллю «За заслуги перед вітчизняним охороною здоров'я».
2002–2005 рр.. — Член Урядової комісії з охорони здоров'я громадян.
2002 р. — президент Загальноросійського союзу громадських об'єднань «Російський медичний союз».
2002 р. — по теперішній час — президент Товариства дружби і співробітництва «Росія — Афганістан».
2006–2008 рр.. — Член Міжвідомчої робочої групи щодо пріоритетного національного проекту «Здоров'я» і демографічної політики при Раді при Президенті Російської Федерації щодо реалізації пріоритетних національних проектів і демографічної політики.
2006–2008 рр.. — Член Громадської ради при Міністерстві охорони здоров'я і соціального розвитку РФ.

## Науковий доробок
Автор понад 300 публікацій в російських і зарубіжних виданнях